# 森之宮検車場

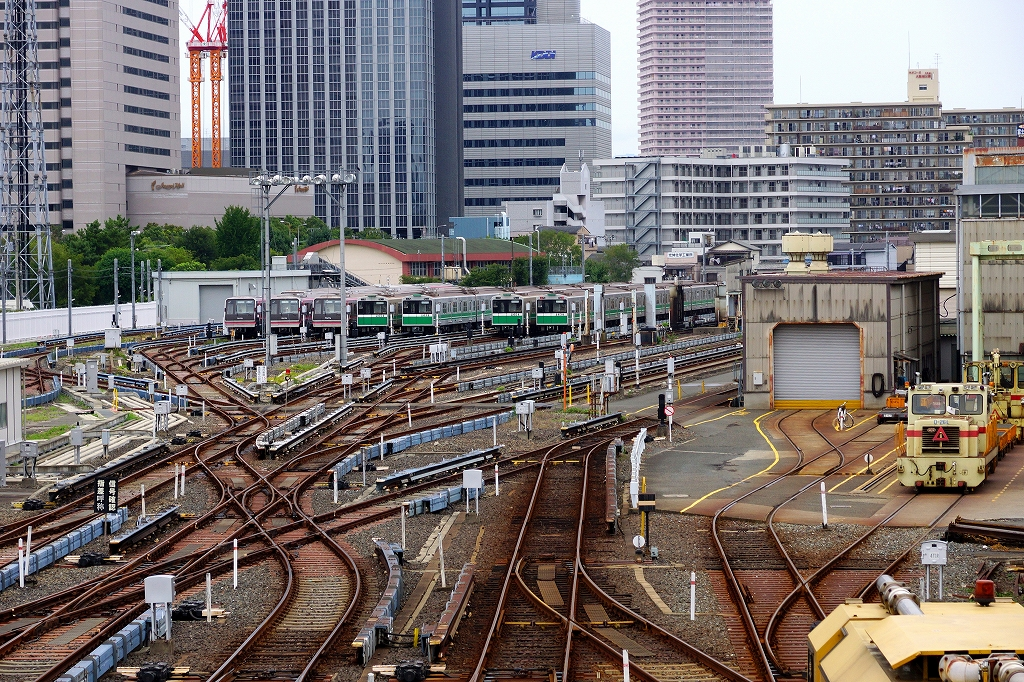
森之宮検車場全景（2015年5月）

森之宮検車場（もりのみやけんしゃじょう）は、大阪府大阪市城東区森之宮1丁目6にある大阪市高速電気軌道の検車場である。
本項では隣接していた森之宮車両工場（森之宮検車場全重部門）についても説明する。

## 概要
1960年、大阪市港区の地下鉄4号線（現・中央線）朝潮橋駅前に港検車場を開設（その後の港検車場の経緯はこちらを参照）。
1967年に森ノ宮検車場を開業。
中央線と千日前線で使用される車両を受け持つ検車場で、大阪市高速電気軌道の検車場では最大の敷地面積を持つ。西日本旅客鉄道（JR西日本）の吹田総合車両所森ノ宮支所（旧森ノ宮電車区）に隣接している。
相互直通運転を実施している近鉄けいはんな線の車両が外泊留置された時期もあったほか、車両故障や教習の場合にも近鉄けいはんな線の車両が入庫する場合がある。
1977年4月までは谷町線車両も受け持っていた。
当初は屋根が4両編成分までであり谷町線が6両編成化された、1976年10月から半年間は谷町線車両の2両分がはみ出していたが、中央線6両化に備えて1983年に屋根の8両編成対応化が行われた。
同じ敷地内に保線部門も所在しているため、保線部門の所属として保線車両のマルチプルタイタンパー、レール削正車、構築点検車がある。
検車場が保存している車両としてトロリーバスや旧型車両などがある。
夏休みの時期には子ども向けに見学会を実施している。

### 森之宮検車場（全重部門）
中央線や千日前線及び谷町線の車両の全般検査や重要部検査と、堺筋線や長堀鶴見緑地線及び今里筋線の車両の一部機器の全般検査及び重要部検査などを行っていた施設。検車場に隣接していた。
2建物や設備は築40年（2016年現在）を経て老朽化しており、建て替えの必要があるとされたが敷地が狭く、建て替えが困難なため、2016年1月末で閉鎖し、翌2月より北加賀屋駅近くにある緑木検車場全重部門へ統合した。

### 輸送の生命館
検車場敷地内に2013年6月開設された研修施設。職員の安全教育を目的として、過去に交通局で発生した重大事故の資料などを展示している。
2015年からは、毎月第4土曜日に一般公開を行っている（事前申込み制、1回あたり最大50人）。

## 現在所属している車両
・25系
・30000A系
・400系

## 過去に所属してた車両
・20系
・24系

## 新駅計画
2022年11月16日に、森ノ宮駅から検車場までの線路を活用する形で中央線の支線を作り、2025年に大阪公立大学の森之宮キャンパスが近隣に開設される計画に合わせた形で、地上に新駅を開業する案が報道された。新駅の仮称として「大阪公立大学前」駅などが報道として挙げられていた。
同年12月21日には「森之宮新駅構想」として2028年春の開業を目指す方針が大阪市高速電気軌道によって示された。

## その他
2010年（平成22年）8月21日正午頃、当検車場内の増築工事における不発弾調査にて、米国製1t爆弾の不発弾（信管付き）1発が発見された。なお、不発弾処理・撤去は同年9月26日の午前中に行われている。当検車場は、太平洋戦争終結まで存在した大阪砲兵工廠跡地の一角に位置する。